# برايان روبنسون (كيميائي)
برايان روبنسون (بالإنجليزية: Brian Robinson)‏ هو كيميائي نيوزيلندي، ولد في 24 أبريل 1940 في كرايستشرش في نيوزيلندا، وتوفي في 30 أغسطس 2016 في ويلينغتون في نيوزيلندا.